# Encierro
Encierro (o també Encierro 3D: Bull Running in Pamplona) és una pel·lícula documental espanyola del 2013 rodada en 3D i so envoltant 5.1, dirigida per Olivier van der Zee i produïda per Enrique Urdánoz. Està dedicat a la memòria dels quinze corredors dels Sanfermins que han perdut la vida entre 1910 i 2009. Ha estat produït per D4D, REC i EiTB com a productor associat. A més ha comptat amb la col·laboració del Govern de Navarra, l'Ajuntament de Pamplona i el Diario de Navarra.

## Sinopsi
Es tracta d'un recorregut en tres dimensions de tot el recorregut dels sanfermins de Pamplona, rodat amb múltiples càmeres al llarg de tot el recorregut. Vol mostrar totes les emocions i tensions en les curses de bous als carrers de Pamplona, així com les motivacions dels "mozos" que hi corren.

## Producció
El rodatge es va desenvolupar durant quatre anys amb un equip de més de 20 professionals en un complex rodatge estereoscòpic amb 5 equips d'enregistrament, inclòs un cablecam de 270 metres al cel del carrer Estafeta de Pamplona. S'han utilitzat càmeres Phamton 65 d'alta velocitat, càmeres Red One amb òptiques Zeiss, algunes càmeres Canon, totes muntades en rigs desenvolupats per l'equip de rodatge. També van desenvolupar un rig 3D per a SteadyCam, un altre especial per a les càmeres Red One, més gran, i càmeres GoPro.

## Nominacions i premis
Fou nominat a la Medalla del CEC al millor documental. Va guanyar el premi al millor tràiler en 3D al New Media Film Festival.